# Франктон (Індіана)
Франктон (англ. Frankton) — місто (англ. town) в США, в окрузі Медісон штату Індіана. Населення — 1775 осіб (2020).

## Географія
Франктон розташований за координатами 40°13′16″ пн. ш. 85°46′19″ зх. д. / 40.22111° пн. ш. 85.77194° зх. д. (40.221113, -85.771940).  За даними Бюро перепису населення США в 2010 році місто мало площу 2,73 км², уся площа — суходіл.

## Демографія
Згідно з переписом 2010 року, у місті мешкали 1862 особи в 732 домогосподарствах у складі 531 родини. Густота населення становила 682 особи/км².  Було 808 помешкань (296/км²).
Расовий склад населення:
| - 97,5 % — білих - 0,4 % — чорних або афроамериканців - 0,1 % — корінних американців - 0,1 % — азіатів |

До двох чи більше рас належало 1,1 %. Частка іспаномовних становила 2,2 % від усіх жителів.
За віковим діапазоном населення розподілялося таким чином: 26,9 % — особи молодші 18 років, 58,8 % — особи у віці 18—64 років, 14,3 % — особи у віці 65 років та старші. Медіана віку мешканця становила 38,2 року. На 100 осіб жіночої статі у місті припадало 94,8 чоловіків;  на 100 жінок у віці від 18 років та старших — 91,3 чоловіків також старших 18 років.
Середній дохід на одне домашнє господарство  становив 55 545 доларів США (медіана — 46 810), а середній дохід на одну сім'ю — 60 300 доларів (медіана — 53 393). Медіана доходів становила 50 135 доларів для чоловіків та 31 682 долари для жінок. За межею бідності перебувало 11,9 % осіб, у тому числі 23,3 % дітей у віці до 18 років та 2,5 % осіб у віці 65 років та старших.
Цивільне працевлаштоване населення становило 854 особи. Основні галузі зайнятості: роздрібна торгівля — 20,1 %, виробництво — 18,4 %, освіта, охорона здоров'я та соціальна допомога — 16,6 %.